# Personaggi di Breaking Bad
Segue un elenco dei personaggi appartenenti al franchise di Breaking Bad e Better Call Saul.

## Personaggi principali

### Introdotti inBreaking Bad

#### Walter White
Walter White, noto anche con lo pseudonimo di Heisenberg è un insegnante di chimica delle scuole superiori di Albuquerque, nel New Mexico. Dopo che gli è stato diagnosticato un cancro ai polmoni, inizia a produrre metanfetamine per provvedere alla sua famiglia dopo la sua morte e chiede aiuto al suo ex studente Jesse Pinkman per rivendere la droga. La sua conoscenza scientifica e la dedizione alla qualità di Walt lo portano a produrre cristalli più puri e potenti di qualsiasi altra versione, dandole un caratteristico colore blu. La sua capacità lo porta a scontrarsi con produttori e spacciatori estremamente pericolosi, spingendolo sempre di più nel sottomondo criminale. Inizialmente timido e frustrato, col passare del tempo Walt diventa sempre più spietato e disposto a ricorrere a qualsiasi mezzo per raggiungere i suoi obiettivi, inclusi la violenza e l'omicidio; trova anche il suo nuovo status di signore della droga psicologicamente gratificante e il suo cambiamento lo porta ad allontanarsi dalle persone a lui care. Interpretato da Bryan Cranston e doppiato da Stefano De Sando.

#### Skyler White
Skyler White è la moglie di Walt; inizialmente è all'oscuro della sua doppia vita criminale, sebbene diventi sempre più sospettosa del suo comportamento. Quando scopre la verità ne rimane sconvolta e cerca di tenerlo lontano dai loro figli, senza però avere il coraggio di denunciarlo. Successivamente, si fa coinvolgere con riluttanza nel lavoro criminale del marito, aiutandolo a riciclare il denaro sporco da lui guadagnato. Interpretata da Anna Gunn e doppiata da Alessandra Korompay.

#### Jesse Pinkman
Jesse Pinkman è un ex studente di Walt, dedito alla produzione e allo spaccio di metanfetamina. Ha un carattere impulsivo, edonista e ignorante, ma dà prova di una certa scaltrezza e arguzia in diverse occasioni. Parla in gergo e ama giocare ai videogame e ascoltare musica rap e rock. Ha una vita travagliata, in quanto è disdegnato dai genitori per il suo coinvolgimento con le droghe, e sviluppa con Walt un legame quasi affettivo. Contrariamente a Walt, Jesse rimane profondamente turbato dalla violenza del mondo della droga e prova sempre maggior rimorso per le azioni che si ritrova a fare e per le perdite subite; ciò lo porta più volte in una spirale autodistruttiva. È molto protettivo nei confronti dei bambini. Interpretato da Aaron Paul e doppiato da Francesco Pezzulli.

#### Hank Schrader
Hank Schrader è il cognato di Walt e Skyler e marito di Marie, che lavora come agente della DEA. Il suo successo professionale ostentato e ammirato è fonte di invidia in Walt all'inizio della serie. Si interessa particolarmente alle indagini relative allo spacciatore noto come Heisenberg, ignaro che si tratti proprio di Walt. Nonostante l'atteggiamento spavaldo e provocatorio, Hank viene colpito duramente dagli omicidi brutali a cui assiste e che è costretto a commettere sul lavoro, sviluppando ansia e disturbo da stress post-traumatico. Sotto le apparenze, è molto competente nel suo lavoro e tiene profondamente alla sua famiglia. Interpretato da Dean Norris e doppiato da Alberto Angrisano.

#### Marie Schrader
Marie Schrader è la sorella di Skyler, moglie di Hank e cognata di Walt. Lavora come tecnologa radiologica e ha tendenze cleptomani per le quali vede un terapista. Apparentemente egocentrica e superficiale, si preoccupa molto per la sua famiglia. Quasi tutti i suoi accessori e vestiti sono di colore viola. Rimane vicino ad Hank dopo l'attentato alla sua vita, subendo per questo la sua rabbia causata dalla depressione; come Hank, è all'oscuro degli affari loschi nei quali viene coinvolto Walt (e successivamente Skyler), accettando comunque di occuparsi dei loro figli temporaneamente. Interpretata da Betsy Brandt e doppiata da Francesca Fiorentini.

#### Walter White Jr.
Walter White Jr. è il figlio adolescente di Walter e Skyler e il fratello maggiore di Holly. Ha una paralisi cerebrale, per cui fatica a parlare e cammina con l'ausilio delle stampelle. Ha un carattere chiuso, ma è molto legato alla famiglia, tanto da cercare di aiutare il padre con il suo cancro con una raccolta fondi su un sito. Quando Skyler prende le distanze da Walt dopo aver appreso il suo ruolo nella criminalità organizzata e cerca di tenere i figli lontani da lui, Walt non ne capisce le ragioni e diventa ostile alla madre, schierandosi dalla parte di Walt. In seguito apprende quanto fatto dal padre e lo disconosce, accusandolo di aver ucciso Hank. Interpretato da RJ Mitte e doppiato da Fabrizio De Flaviis.

#### Jimmy McGill / Saul Goodman
James McGill, noto anche con l'alias Saul Goodman, è un avvocato con ampi collegamenti all'interno della malavita criminale. Il suo pseudonimo deriva dall'omofono "It's all good, man" (va tutto bene, amico) e perché ritiene che i suoi clienti si sentano più sicuri con un avvocato ebreo. Nonostante l'aspetto sopra le righe e i metodi dubbi, Saul è in realtà un ottimo avvocato altamente competente, molto abile nel difendere i suoi clienti; inoltre, è riluttante all'associarsi alla violenza e all'omicidio. Da giovane era un truffatore finché, ispirato dal fratello maggiore Chuck McGill, decise di studiare per diventare un avvocato come lui. Chuck però non si fidava dei suoi metodi, pertanto ostacolò la sua carriera. Jimmy successivamente inizia a lavorare per una clientela criminale, facendosi inavvertitamente coinvolgere nel traffico di droga di Albuquerque, diventando un contatto stretto di Mike e un rappresentante legale della famiglia Salamanca. Ha un profondo legame affettivo con Kim Wexler, sua collega e amica che poi diventa sua moglie. Interpretato da Bob Odenkirk e doppiato da Gaetano Varcasia (Breaking Bad) e da Pasquale Anselmo (Better Call Saul).

#### Gus Fring
Gus Fring è il cileno proprietario della catena di ristoranti Los Pollos Hermanos e un filantropo ampiamente conosciuto e apprezzato ad Albuquerque; in realtà, Gus è un importante boss del traffico della droga, che usa i suoi ristoranti come copertura per la distribuzione di metanfetamine in tutto il sud-ovest americano. Complotta segretamente per uccidere i suoi soci in affari, per vendicarsi dell'omicidio del suo partner e amante e per ottenere indipendenza nel traffico del cartello, producendo metanfetamina in proprio attraverso un laboratorio nascosto sotto una lavanderia industriale. Per ottenere ciò, collabora con Mike e ricatta Nacho; in un secondo momento, assume Walt e Jesse affinché producano per lui la droga. Interpretato da Giancarlo Esposito e doppiato da Danilo De Girolamo (Breaking Bad) e da Franco Mannella (Better Call Saul)

#### Mike Ehrmantraut
Mike Ehrmantraut è un ex agente di polizia di Filadelfia che lavora per Gus e Saul svolgendo diverse mansioni. Quando era un poliziotto era coinvolto in attività poco pulite, finché suo figlio Matt, a sua volta un poliziotto, non rimase ucciso da alcuni poliziotti corrotti; dopo averlo vendicato, Mike si trasferì ad Albuquerque per stare vicino alla nuora Stacey e alla nipote Kayle, iniziando a svolgere lavori per la criminalità organizzata. Si occupa in particolar modo di tenere d'occhio Jesse per conto di Gus e disapprova fortemente l'ambizione di Walt nel traffico del cartello. Interpretato da Jonathan Banks e doppiato da Stefano Mondini.

#### Lydia Rodarte-Quayle
Lydia Rodarte-Quayle è una dirigente della Madrigal Electromotive GmbH. È una partner nelle attività di droghe di Gus; nonostante sia una donna estremamente nervosa e impressionabile, non si fa scrupoli nell'ordinare svariati omicidi non appena sente minacciata sé stessa o i suoi affari.
Durante Better Call Saul, aiuta Gus a fare in modo che Mike diventi un consulente per la sicurezza di Madrigal come copertura per riciclare i soldi che Mike ha rubato ai Salamanca, pur non fidandosi di lui. In Breaking Bad, Lydia fornisce con parsimonia sostanze chimiche a Gus con cui Walt e Jesse possano produrre la metanfetamina. Quando la DEA collega Gus a Madrigal, temendo di essere scoperta, Lydia chiede a Mike di uccidere undici persone incarcerate che facevano parte dell'organizzazione di Gus. Al rifiuto di Mike, Lydia cerca di pagare un altro sicario affinché elimini lui e le undici persone, ma Mike si difende e la ricatta dopo aver minacciato di ucciderla affinché continui a rifornire Walt. Successivamente, Lydia dà a Walt informazioni su una spedizione di metilammina su un'autocisterna ferroviaria, che, se rubata, permetterebbe a Walt di produrre milioni di dollari in metanfetamina da vendere ai contatti di Lydia nella Repubblica Ceca. Il colpo riesce, ma, in seguito all'uccisione di un ragazzino innocente che passava di lì per caso, Jesse e Mike decidono di vendere la loro parte di metilammina a Walt e di lasciare l'attività. Quando la DEA collega Mike a Gus, Mike viene ucciso accidentalmente da Walt, che poi chiede a Lydia i nomi delle undici persone per farle uccidere da dei sicari. Anche Walt lascia l'organizzazione in mano a Declan e Todd, ma Declan sostituisce Todd con un altro cuoco di metanfetamina non altrettanto bravo, pertanto Lydia fa uccidere Declan da Jack e la sua banda per rilevare l'attività.
Un anno dopo la fuga di Walt, quest'ultimo si incontra con Lydia e Todd in un bar, offrendo loro un nuovo metodo di produrre metanfetamina senza metilammina. Lydia finge interesse, progettando in realtà di far uccidere Walt da Jack e dai suoi uomini al loro incontro; Walt riesce però a uccidere tutta la banda e a liberare Jesse, da loro tenuto prigioniero e schiavizzato. Lydia, apparentemente malata, telefona a Todd per assicurarsi che Walt sia morto ma a rispondere è Walt stesso, il quale la informa che l'ha avvelenata con della ricina al bar, pertanto morirà da lì a breve. In El Camino, alla radio si parla di una donna in gravi condizioni dopo essere stata avvelenata che molto probabilmente non sopravvivrà; i suoi legami con Walt sono oggetto di indagine. Interpretata da Laura Fraser e doppiata da Barbara De Bortoli.

#### Todd Alquist
Todd Alquist è uno sterminatore per conto della Vamonos Pest, una società di fumigazione usata da Walt, Mike e Jesse come copertura per il loro business di metanfetamine dopo la morte di Gus. Le sue apparenze gentili celano una probabile psicopatia, in quanto è disposto a commettere omicidi e violenze di ogni tipo senza alcun preavviso e senza mostrare alcuna emozione.
Walt, Jesse e Mike reclutano Todd per la rapina di metilammina da un treno merci; il colpo riesce, ma un ragazzino passa per caso nelle vicinanze e Todd gli spara senza preavviso. Spiega ai compagni inorriditi di averlo fatto per non avere testimoni del furto e afferma che suo zio Jack Welker gestisce una banda con connessioni utili per il traffico di droga e ciò convince con riluttanza Walt e Mike a tenere in vita Todd, contro il volere di Jesse. Dopo che Jesse e Mike si licenziano, Todd diventa l'assistente di Walt nella cucina di metanfetanina, dando prova di grande professionalità. Quando Walt uccide Mike, Todd lo aiuta a sbarazzarsi del corpo. In seguito, la banda di Jack cattura Jesse e Todd convince lo zio a tenerlo in vita per costringerlo a cucinare per loro. Jesse viene tenuto in uno stato di prigionia e, quando prova a fuggire, la banda lo punisce facendogli assistere all'omicidio della sua ragazza Andrea, perpetuato da Todd. Durante gli eventi di El Camino, viene mostrato che, in un'occasione, Todd si è fatto aiutare da Jesse a nascondere il corpo della donna delle pulizie di Todd, da lui uccisa in quanto aveva scoperto per caso i suoi soldi nascosti. Mesi dopo, Walt riesce a orchestrare un attacco per uccidere la banda di Jack e liberare Jesse; Todd sopravvive, ma viene subito eliminato da Jesse che lo strangola con le sue manette. Interpretato da Jesse Plemons e doppiato da Mirko Mazzanti.

### Introdotti inBetter Call Saul

#### Kim Wexler
Kim Wexler è l'amica, collega e, successivamente, moglie di Jimmy McGill. Si tratta di un'avvocata estremamente competente che, nonostante la sua professionalità, viene spesso attratta dai metodi ai limiti della legalità di Jimmy. Con la progressiva discesa di Jimmy nel mondo della criminalità, anche Kim si fa coinvolgere, pur cercando di porsi dei limiti. Nonostante il loro rapporto li porti in una strada autodistruttiva, i due si prendono profondamente cura l'uno dell'altra. Interpretata da Rhea Seehorn e doppiata da Laura Romano.

#### Howard Hamlin
Howard Hamlin è uno dei soci dello studio legale di successo di Albuquerque Hamlin, Hamlin & McGill. Il suo ruolo privilegiato e il rapporto con il socio Chuck McGill suscita grande frustrazione in Jimmy; inizialmente appare a lui ostile e sembra voler ostacolare la sua nascente carriera da avvocato, ma poi si scopre che ciò deriva unicamente dalle pressioni esercitate da Chuck. Tenta successivamente di correggere i suoi errori e il suo rapporto con Jimmy, portando però a conseguenze irreparabili. Interpretato da Patrick Fabian e doppiato da Tony Sansone e da Davide Marzi (episodi 6x05 e 6x06).

#### Nacho Varga
Nacho Varga è il braccio destro di Tuco Salamanca, un criminale in carriera apparentemente umile e servile ma in realtà piuttosto intelligente e calcolatore. Rispetto agli altri membri del clan Salamanca, ha una maggiore sensibilità e tiene profondamente al padre, sebbene quest'ultimo disapprovi il suo ruolo nella malavita. Cerca di uccidere Hector causandogli l'attacco di cuore che lo porterà a rimanere paralizzato per il resto della vita ma, una volta scoperto da Gus Fring, viene minacciato da quest'ultimo per fargli da talpa all'interno dell'organizzazione Salamanca. Interpretato da Michael Mando e doppiato da Riccardo Scarafoni.

#### Chuck McGill
Chuck McGill è il fratello maggiore di Jimmy, un brillante avvocato tra i fondatori di uno degli studi legali più prestigiosi di Albuquerque, HH&M. Chuck è un uomo di successo che ritiene che fare la cosa giusta sia l'unica vera strada per il successo e dubita fortemente di Jimmy per il suo passato da truffatore, arrivando a ostacolare la sua carriera da avvocato. Sviluppa una ipersensibilità elettromagnetica psicosomatica che lo costringe a isolarsi in casa, venendo accudito da Jimmy. Con il passare del tempo, il suo rapporto con il fratello si fa sempre più antagonistico mano a mano che i rancori che prova nei suoi confronti vengono a galla. Interpretato da Michael McKean e doppiato da Gianni Giuliano.

#### Lalo Salamanca
Uno dei nipoti di Hector Salamanca, giunto dal Messico dopo l'ictus di Hector per aiutare a gestire gli affari di famiglia. Appare allegro e cordiale, sebbene sia capace di azioni crudeli tanto quanto i familiari. Accende una particolare rivalità con Gus Fring per il controllo del cartello. Interpretato da Tony Dalton e doppiato da Loris Loddi e da Andrea Lavagnino (stagione 6)

## Personaggi secondari

### Huell Babineaux
Un associato di Saul, che svolge per lui vari lavori. Non è molto intelligente, ma è dotato di una notevole forza fisica ed è un abile borseggiatore. Soffre di una condizione simile alla narcolessia e ha dei disturbi digestivi. Viene incaricato da Jimmy di mettere una batteria nella tasca di Chuck prima dell'udienza dell'ordine degli avvocati, così da dimostrare che l'ipersensibilità elettromagnetica di Chuck è psicosomatica e screditarlo. Quando Jimmy rivende cellulari prepagati per strada, assume Huell per fargli da guardia del corpo, ma Huell viene arrestato per aver aggredito un agente e rischia due anni di prigione; Jimmy e Kim riescono a far spacciare Huell per un eroe, denunciando il suo arresto, così che il pubblico ministero sia costretto ad accettare un patteggiamento per garantire che non vada in prigione. Huell assiste Jimmy e Kim nel loro piano contro Howard, pur mettendo in dubbio le loro motivazioni. Successivamente, Huell va con Kuby a intimidire Ted Beneke per costringerlo a usare i soldi datigli da Skyler per pagare il suo debito IRS come promesso invece di compiere spese superficiali; nonostante non dovessero nuocergli, nel tentativo di fuggire Ted cade e rimane paraplegico. Huell si occupa di compiere vari incarichi per Saul e Walt, perlopiù furti, ad esempio recuperando la sigaretta di ricina da Jesse. Hank e Gomez interrogano Huell e lo convincono a dire dove sono stati portati i soldi di Walt, facendogli credere che White voglia ucciderlo per assicurarsi che non parli. In seguito, Francesca informa Saul che Huell è tornato a casa sua in New Orleans, in quanto la DEA non aveva reali prove per inchiodarlo. Interpretato da Lavell Crawford e doppiato da Achille D'Aniello.

### Ted Beneke
Il presidente e proprietario di Beneke Fabricators, nonché capo di Skyler; è attratto da lei, sebbene non le faccia delle avance. Per mandare avanti l'azienda e non licenziare nessuno, Ted commette frode fiscale, cosa che ammette solo a Skyler. Quest'ultima inizia con lui una relazione per vendicarsi di Walt (non riuscendo a separarsi da lui dopo aver scoperto la sua doppia vita criminale), ma rifiuta l'offerta di Ted di trasferirsi da lui. Walt va su tutte le furie quando lo scopre, ma Ted evita di affrontarlo di persona e, in seguito, Skyler recide ogni legame personale e professionale con Ted a causa delle sue insistenze. Ted finisce poi sotto inchiesta a causa delle frodi che ha messo in atto e informa Skyler, la quale è costretta ad aiutarlo dal momento che, in quanto ex contabile dell'azienda, potrebbe essere fatta sorvegliare con la sua famiglia. Skyler finge di essere un'incompetente assunta solo per il suo aspetto fisico piacente, evitando un'indagine completa, a condizione che Ted paghi le tasse arretrare e le sanzioni; Skyler organizza con Saul uno stratagemma per far ottenere a Ted un sacco di soldi (apparentemente da un'eredità, in realtà ricavati dalla produzione di metanfetamina di Walt) con cui saldare i debiti, ma Ted li sperpera per sé stesso e, quando Skyler lo affronta rivelandogli di avergli fatto avere il denaro, Ted la ricatta affinché si occupi lei di pagare le sue spese arretrate. Skyler chiede a Saul di inviare due dei suoi uomini, Huell e Kuby, per intimidire Ted e costringerlo a pagare con i soldi ottenuti in primo luogo. Ted però, spaventato dai due uomini, cerca di fuggire, cade e si rompe il collo, diventando paraplegico. Skyler, sentendosi in colpa per la piega presa dagli eventi, va a trovarlo in ospedale per accertarsi delle sue condizioni e Ted, traumatizzato da quanto accaduto, la rassicura di aver mentito ai dottori sul suo incidente e che non dirà mai niente a nessuno. Interpretato da Christopher Cousins e doppiato da Luca Biagini.

### Juan Bolsa
Un membro di alto livello del cartello della droga messicano a cui appartengono i Salamanca e Gus. Spesso fa da mediatore tra i Salamanca e Fring affinché entrambi guadagnino profitti per il cartello, ma a volte lavora segretamente con una parte o con l'altra per vantaggio personale; tra le altre cose, guida un attacco contro Jimmy McGill affinché non consegni i soldi della cauzione di Lalo, pensando sia nell'interesse di Gus tenere Lalo in prigione, e guida una caccia all'uomo contro Nacho per il suo ruolo nel tentato omicidio di Lalo. Successivamente, ordina l'esecuzione di Tortuga da parte dei cugini e piazza la sua testa mozzata su una tartaruga con una trappola esplosiva per farla trovare alla DEA. Quando i gemelli pretendono l'uccisione di Hank come rappresaglia per l'uccisione di Tuco, Juan lo proibisce loro, in quanto eliminare qualche membro delle forze dell'ordine comporterà una perdita di potere su di essa; Gus però autorizza segretamente i cugini ad attaccare e ciò porta Hank a essere ferito gravemente e i gemelli a essere uccisi. Dopodiché, Fring informa di nascosto i federali messicani del nascondiglio di Bolsa, che viene trucidato da loro come rappresaglia per l'attacco a Hank. Il nome di Bolsa, tradotto letteralmente dallo spagnolo, è John Bag o John Sack; è un riferimento al personaggio di John "Johnny Sack" Sacrimoni della serie I Soprano. Entrambi i personaggi sono membri di alto rango di potenti famiglie criminali, sono equilibrati, hanno carisma e fungono da intermediari tra le loro famiglie e gli altri. Interpretato da Javier Grajeda e doppiato da Ambrogio Colombo (Breaking Bad, 3x08) e da Eugenio Marinelli (Better Call Saul).

### Gale Boetticher
Un chimico assunto da Gus Fring per allestire il laboratorio sotterraneo di metanfetamine e per fare da assistente a Walt. Similmente a Walt, Gale è un brillante chimico che ha conseguito una laurea specialistica in chimica organica, con una specializzazione in cristallografia a raggi X. Gale ha conseguito un dottorato in Colorado con una borsa di studio della NSF, ma ha rinunciato in quanto preferiva lavorare in laboratorio. Nutre una sincera passione per la scienza, è vegano, colto, ama la musica in lingua straniera, parla correttamente l'italiano e ha una predilezione per l'autore Walt Whitman. Quando era ancora uno studente e ricercatore presso l'Università del New Mexico, si occupava di testare i campioni di metanfetamina forniti da Gus, il quale pianificava di distaccarsi dalla fornitura del cartello messicano. Gale è anche il progettatore del laboratorio sotterraneo supervisionato da Werner Ziegler ed è colui che assicura Gus della purezza della droga prodotta da Walt. Quando Gale e Walt iniziano a lavorare insieme, Gale esprime profonda ammirazione e rispetto per il collega ma, successivamente, Walt convince Gus a licenziare Gale con un pretesto per poter riprendere a lavorare con Jesse. In seguito all'uccisione di alcuni spacciatori al soldo di Gus da parte di Walt per salvare Jesse, che stava per attaccarli per vendicarsi dell'uccisione di Combo e del piccolo Tomás, Jesse si nasconde e Gus riassume Gale come assistente di Walt, ordinandogli di imparare tutto ciò che può da lui, presumibilmente perché Walt ha un cancro terminale e Gus non può interrompere la produzione quando morirà. Walt capisce che Gus progetta di ucciderlo e sostituirlo con Gale, quindi incarica Jesse di trovare l'indirizzo di Gale per ucciderlo e diventare indispensabile a Gus. Quando Mike e Victor fanno intendere di stare per uccidere Walt dopo averlo chiamato in laboratorio con una scusa, Walt ordina precipitosamente a Jesse di uccidere Gale, cosa che lui fa, così che Gus non possa più ucciderlo. La morte di Gale innesca diversi eventi chiave: Gus uccide Victor, che è stato avvistato dalla polizia nell'appartamento di Gale, sia per evitare di essere collegato all'accaduto sia per dare un avvertimento a Walt e Jesse, mentre Hank, attraverso una serie di collegamenti (tra cui un libro di Whitman donato da Gale a Walt), arriva alla fine a capire che Walt è Heisenberg. Interpretato da David Costabile e doppiato da Fabrizio Vidale (Breaking Bad) e da Nanni Baldini (Better Call Saul).

### Buddy
Un amico di Jeff, che scopre con lui che Gene è in realtà Saul Goodman. Saul li convince a mettere a segno un furto al centro commerciale dove lavora, così da istigarli a non denunciarlo in futuro. Successivamente, i tre iniziano a derubare uomini ricchi e single dopo averli approcciati e drogati nei bar, rivendendo le loro identità a dei broker. Buddy si ritira dal giro quando Jimmy e Jeff prendono di mira un uomo affetto dal cancro al pancreas, di cui soffriva anche suo padre. Interpretato da Max Bickelhaup.

### Andrea Cantillo
La ragazza di Jesse, è un'ex tossicodipendente in fase di recupero e madre single di un bambino di nome Brock. Lei e Jesse si incontrano a una riunione del gruppo di supporto per tossicodipendenti; inizialmente Jesse cerca di farla ricadere nella dipendenza per farla diventare una sua cliente, ma cambia idea quando scopre che ha un figlio a carico. Si scopre che il fratello minore di Andrea, Tomas, è sfruttato dai trafficanti di droga, che lo hanno anche inviato a uccidere Combo, l'amico di Jesse; il bambino viene poi ucciso dagli spacciatori quando Jesse ottiene da Gus la promessa che non sfrutteranno più ragazzini nell'organizzazione. Quando Jesse inizia a guadagnare proficuamente con la produzione di droga, invia regolarmente ad Andrea un sostanzioso pagamento e la invita a lasciare il quartiere per crescere Brock in un posto più sicuro. Walt avvelena Brock per manipolare Jesse e convincerlo che il responsabile è Gus, così da farsi aiutare ad ucciderlo. Quando Jesse scopre la verità, viene convinto a collaborare con Hank, ma nel frattempo si lascia con Andrea in quanto Walt gli dice che dovrebbe essere onesto con lei. Quando Jesse viene posto sotto la protezione della DEA, Walt contatta Andrea nel tentativo di attirare Jesse in trappola e manda Jack e la sua banda a sorvegliare la casa della donna nel caso Jesse si faccia vivo. In seguito, Jack usa Andrea e Brock come minaccia per costringere Jesse a rimanere prigioniero di lui e la sua banda a cucinare droga. Jesse cerca ugualmente di scappare, quindi Jack e Todd lo costringono ad assistere mentre uccidono Andrea e minacciano di fare lo stesso con Brock se tenterà nuovamente di fuggire. Interpretata da Emily Rios e doppiata da Federica de Bortoli.

### Brock Cantillo
Il figlio di otto anni di Andrea. Inizialmente Jesse intende far ricadere Andrea nella tossicodipendenza per venderle la droga, ma cambia idea quando realizza che ha un figlio piccolo di cui occuparsi. Nonostante la sua relazione con Andrea sia altalenante, Jesse sostiene finanziariamente lei e Brock. Quest'ultimo all'improvviso si ammala gravemente e finisce in ospedale in fin di vita, venendo salvato provvidenzialmente quando si scopre che è stato avvelenato con del mughetto. Jesse inizialmente sospetta che sia stato Walt ad avvelenare Brock con una sigaretta di ricina, ma Walt lo convince che è stato Gus a cercare di uccidere il bambino. In realtà, è stato davvero Walt ad avvelenare Brock, così da ingannare Jesse e farlo tornare dalla sua parte. Quando Jesse scopre la verità, accetta di collaborare con Hank e la DEA per far arrestare Walt. Successivamente, Andrea e Brock vengono usati come leva contro Jesse da Jack e la sua banda, che lo imprigionano costringendolo a cucinare droga per loro. Al tentativo di Jesse di fuggire, viene costretto dai criminali a guardare mentre uccidono Andrea e poi minacciano di fare lo stesso con Brock. Tempo dopo, quando Jesse si prepara a scappare in Alaska, scrive una lettera per Brock, l'unica persona che avrebbe voluto salutare, dandola al suo amico Ed affinché il bambino la riceva. Interpretato da Ian Posada.

### Casper
Un membro della squadra di costruzione di Werner Ziegler. Quando Gus assume Werner per supervisionare la costruzione di un laboratorio di metanfetamine, Werner impiega Casper e molti altri lavoratori. In seguito alla morte di Ziegler, gli uomini fanno ritorno in Germania e Casper affronta malamente Mike, riconoscendo che Ziegler sia stato ucciso. La squadra non partecipa al funerale di Werner, ma invia una scultura di lucite da loro fabbricato con incisa la scritta "I tuoi ragazzi", come Werner li chiamava. Quando Lalo investiga su Gus, attraverso la scultura di lucite di proprietà della vedova rintraccia Casper, che vive in una remota casa nei boschi. I due hanno uno scontro al termine del quale Lalo mozza il piede di Casper con un piede e ferma l'emorragia per interrogarlo sul suo lavoro in America; non si sa se l'abbia ucciso o meno dopo l'interrogatorio. Interpretato da Stefan Kapičić.

### Ernesto
Un impiegato di HHM e amico di Jimmy e Kim. In seguito alla rottura tra Jimmy e Chuck, Ernesto viene incaricato da Howard e Jimmy di occuparsi quotidianamente di Chuck, procurandogli giornali e generi alimentari. Quando Chuck sospetta che Jimmy abbia sabotato i documenti della Mesa Verde per sabotarlo, invia Ernesto a indagare. Ernesto trova delle prove e conduce Chuck nella copisteria dove Jimmy ha eseguito le copie dei documenti, ma Chuck ha un esaurimento, cade e batte la testa, spingendo Jimmy a intervenire immediatamente, mettendo a rischio la sua copertura ma venendo coperto da Ernesto. Quest'ultimo viene successivamente manipolato da Chuck affinché informi Kim (e quindi Jimmy) della registrazione che Chuck ha fatto della confessione di Jimmy. Questo porta Jimmy a fare irruzione in casa di Chuck in un momento di furia per distruggere il nastro e a essere denunciato. Ernesto viene licenziato da HHM per aver divulgato informazioni riservate. Interpretato da Brandon K. Hampton e doppiato da Daniele Raffaeli.

### Ed Galbraith
Gestore di un legittimo centro di vendita e assistenza per aspirapolveri, è specializzato nel fornite nuove identità e residenze a persone fuggitive. Quando Walt viene identificato come Heisenberg e diventa l'obiettivo di una caccia all'uomo, lui e Saul richiedono i servizi di Ed, che manda Walt in una zona rurale del New Hampshire e Saul in Nebraska. Durante la clandestinità di Walt, Ed gli fa spesso visita per procurargli provviste e medicinali per la chemioterapia, anche se avverte Walt che, quando se ne andrà, il loro rapporto d'affari finirà per sempre. Preda della solitudine, Walt arriva a pagare Ed per passare del tempo con lui. Successivamente, anche Jesse gli chiede aiuto, ottenendo una nuova identità e un'auto per fuggire in Alaska. Prima di andarsene, Jesse consegna a Ed una lettera da consegnare a Brock Cantillo. Quando Saul viene riconosciuto da un tassista di nome Jeff, inizialmente chiama Ed per farsi fornire una seconda copertura, salvo poi cambiare idea. Quando viene scoperto definitivamente e rintracciato dalla polizia, Jimmy cerca inutilmente di contattare Ed, ma viene catturato dalle autorità. Insieme a Mike, Walt, Jesse e Austin Ramey, è l'unico personaggio apparso in entrambe le serie televisive e nel film. Interpretato da Robert Forster e doppiato da Paolo Marchese.

### Steven Gomez
Il partner e migliore amico di Hank alla DEA, lo assiste nel caso Heisenberg sin dall'inizio. Quando Hank rimane temporaneamente paralizzato a causa dell'attentato dei cugini Salamanca, Gomez svolge dei lavori per suo conto, come ispezionare la lavanderia industriale di Gus in cerca di prove che lo colleghino al traffico di droghe. Gomez è una delle poche persone, e l'unica della DEA, a cui Hank rivela la sua scoperta che Walter White è Heisenberg, aiutandolo nell'indagine finale che dovrebbe portare all'arresto di Walt; tuttavia, a causa dell'intervento della banda di Jack, ne nasce una sparatoria nel deserto che porta all'uccisione di Gomez, poco prima dell'esecuzione sommaria di Hank. Originariamente il personaggio sarebbe dovuto morire già dalla prima stagione ma, a causa dello sciopero degli sceneggiatori che ha portato alla riscrittura di certe idee, è stato tenuto in vita fino all'ultima stagione. In Better Call Saul, Gomez appare con Hank nell'episodio L'uomo che fa al caso nostro per interrogare il criminale Krazy-8, prima che Jimmy McGill interceda per lui, convincendo gli agenti a farlo diventare un informatore confidenziale. Interpretato da Steven Michael Quezada e doppiato da Enrico Di Troia.

### Jeff
Un tassista di Albuquerque che riconosce Jimmy a Omaha, nonostante sia sotto l'identità di Gene Takavic. Jimmy fa amicizia con Marion, la madre di Jeff, e si offre di farlo entrare nel "gioco", pianificando con lui e Buddy un furto al centro commerciale dove lavora Jimmy. Nonostante qualche difficoltà, il colpo riesce, dopodiché Jimmy rivela di aver organizzato il colpo così che Jeff non possa denunciarlo, altrimenti anche lui verrà arrestato. I tre continuano a svolgere una serie di truffe ma, durante l'ultimo furto, Jeff va nel panico nel vedere un'auto della polizia e si fa scoprire, venendo arrestato. Gene promette di aiutarlo, ma Marion si insospettisce e scopre la sua vera identità come Saul, denunciandolo e portando al suo arresto. Nonostante non sia noto cosa succeda a Jeff in seguito, è probabile che venga facilmente assolto dalle accuse per mancanza di prove. Interpretato da Don Harvey (stagioni 4-5) e Pat Healy (stagione 6) e doppiato da Andrea Lavagnino (stagioni 4-5) e Francesco Meoni (stagione 6).

### Betsy e Craig Kettleman
Una coppia benestante con due bambini. Craig è il tesoriere della contea e viene indagato per la scomparsa di un'ingente somma di denaro proveniente dai fondi governativi, ragion per cui lui e Betsy decidono di assumere un avvocato, optando per rivolgersi alla HHM al di sopra di Jimmy. Quest'ultimo avverte in seguito i Kettleman che sono in pericolo con una telefonata anonima, temendo che Nacho possa ferire la famiglia per arrivare ai soldi rubati. La coppia inscena un rapimento di sé stessi e dei figli, accampandosi sulle colline dietro casa, ma Jimmy li trova e scopre che sono in possesso del denaro sottratto, al che i Kettleman cercano di indurlo al silenzio pagandolo 30.000 dollari. Dopo un incontro fallimentare con Kim di HHM, la quale suggerisce loro un patteggiamento per risparmiare a Craig trent'anni di prigione, i Kettleman assumono Jimmy, minacciandolo affinché trovi un'altra soluzione quando anche lui consiglia loro un patteggiamento. Con l'aiuto di Mike, Jimmy ruba i soldi alla coppia e li consegna al pubblico ministero, facendo notare ai Kettleman che, se proveranno a incriminarlo, anche loro saranno coinvolti per quello che hanno fatto. La coppia è quindi costretta a patteggiare, portando Craig a essere detenuto per sedici mesi. Tempo dopo, in seguito al rilascio di Craig, la coppia si mette a gestire un losco servizio di preparazione fiscale. Come parte del piano suo e di Kim per rovinare la reputazione a Howard, Jimmy convince i Kettleman a intentare una causa contro Howard per "consulenza inefficace" durante il caso di appropriazione indebita, con la scusa che Howard, presumibilmente, si drogava. I due si rivolgono a Cliff che, come previsto da Jimmy e Kim, rifiuta ma inizia a sospettare che Howard sia un tossicodipendente. Successivamente, Jimmy corrompe i Kettleman affinché tacciano sul loro ruolo nella diffamazione di Howard; i due accettano principalmente perché Kim minaccia di denunciarli per evasione fiscale. Interpretati da Julie Ann Emery e Jeremy Shamos e doppiati da Georgia Lepore e Massimo Bitossi.

### Tyrus Kitt
Uno degli scagnozzi di Gus, diventa il suo secondo in comando dopo la morte di Victor. Si occupa di monitorare le attività di Walt e Jesse all'interno e all'esterno del laboratorio. Rispetto all'impulsivo Victor, Tyrus appare molto più freddo e pragmatico, ragion per cui sembra essere preferito da Fring. Cadendo nell'inganno orchestrato da Walt, Tyrus, vedendo Hector Salamanca lasciare la sede della DEA, suppone erroneamente che sia diventato un informatore e lo comunica a Gus, che decide di andare a trovarlo nell'ospizio in cui è ricoverato per ucciderlo di persona, sebbene Tyrus gli consigli di non andare. I due cadono quindi nell'attacco suicida di Hector, che si fa saltare in aria con una bomba costruita da Walt, uccidendo sia Tyrus che Fring. Kitt riappare con un ruolo minore in Better Call Saul, come uno dei subordinati di Gus. Interpretato da Ray Campbell e doppiato da Alessandro Budroni.

### Emilio Koyama
Un amico d'infanzia di Jesse, suo socio nel traffico di droga e cugino di Krazy 8. Viene arrestato all'inizio della serie durante un'irruzione della DEA, la stessa che porta Walt a scoprire che Jesse produce metanfetamina, sancendo la loro collaborazione. Quando Walt e Jesse cercano di proporre una partnership con Emilio e Krazy 8 nel traffico di stupefacenti, Emilio ricorda di aver visto Walt insieme alla DEA durante il suo arresto, sospetta che Jesse sia un informatore della polizia e propone al cugino di ucciderli entrambi. Walt li convince a risparmiarli se insegnerà loro la sua formula per produrre metanfetamina purissima nel camper suo e di Jesse, ma provoca deliberatamente un'esplosione chimica di fosfina gassosa e fugge, intrappolando Emilio e Krazy-8 all'interno del veicolo così da ucciderli con le esalazioni tossiche. Successivamente, Jesse cerca disastrosamente di dissolvere il cadavere di Emilio con dell'acido fluoridrico, sciogliendo inavvertitamente anche la vasca da bagno nella quale stava compiendo l'operazione. In Better Call Saul, viene visto nel 2004 mentre va a chiedere assistenza legale a Saul Goodman nel momento in cui Kim se ne va dopo aver concluso gli accordi per il divorzio. Interpretato da John Koyama.

### Krazy-8
Un distributore di metanfetamine associato a suo cugino Emilio e a Jesse. Quando Jesse inizia a produrre droga con Walt, Krazy-8 ed Emilio sospettano che i due stiano collaborando con le forze dell'ordine e minacciano di ucciderli, finché Walt non finge di voler insegnare loro come produrre metanfetamine purissima. In realtà causa un'esplosione chimica e intrappola Krazy-8 ed Emilio nel camper pieno di gas tossico, così da ucciderli; Emilio muore, ma Krazy-8 sopravvive inaspettatamente, quindi viene imprigionato per diversi giorni nel seminterrato di Jesse. Walt inizia a legare con il prigioniero mentre lo accudisce ed è con lui che per la prima volta racconta a qualcuno del suo cancro. Walt viene convinto a liberare Krazy-8, ma realizza che il criminale intende ucciderlo con un pezzo di piatto rotto, quindi lo strangola a morte. Da lui, Walt prende l'abitudine di preparare i panini senza crosta. Si scopre poi che era Krazy-8 l'informatore della DEA che ha portato all'arresto di Emilio e che la DEA sospetta Tuco Salamanca del suo omicidio, sebbene non possano provarlo. È uno dei membri della famiglia criminale Salamanca, salito di potere in seguito all'ictus di Hector. Il suo soprannome deriva da una battuta di Lalo; in un'occasione, è stato arrestato e rilasciato grazie all'intervento di Saul. Durante la guerra tra Fring e i Salamanca, ha sabotato le operazioni di droga di Gus per conto di Lalo fino all'arresto di quest'ultimo. Interpretato da Max Arciniega e doppiato da Fabrizio Vidale (Breaking Bad), Emanuele Ruzza (Better Call Saul stagioni 2-3) e Gianluca Crisafi (stagioni 4-5).

### Francesca Liddy
La segretaria e assistente personale di Saul. Originariamente impiegata presso la divisione dei veicoli a motore del New Mexico, viene assunta da Jimmy per lavorare allo studio legale Wexler-McGill. Quando i due chiudono l'ufficio, Francesca torna al suo impiego precedente, salvo riprendere a lavorare per Jimmy quando inizia a esercitare come Saul Goodman. Dopo gli eventi di Breaking Bad, Francesca diventa l'amministratrice di un condominio. Risponde a una chiamata prestabilita da Jimmy, ora latitante, per informarlo che è diventato l'unico obiettivo della DEA in quanto Walt è morto e Jesse ha lasciato il Paese e che i suoi beni sono stati confiscati. Gli spiega anche cos'è successo a Skyler e a Huell e gli dice che Kim l'ha chiamata per chiederle di lui. Interpretata da Tina Parker.

### Cliff Main
Un socio senior dello studio legale Davis & Main a Santa Fe, che si affilia ad HHM quando il caso Sandpiper diventa troppo grande da gestire. Su consiglio di Kim, Jimmy viene assunto alla D&M, finché Jimmy non manda in onda uno spot televisivo non autorizzato che fa arrabbiare Cliff e gli altri soci dell'azienda. Jimmy decide di dimettersi ma, per non perdere i suoi benefici, compie una serie di azioni volte a irritare i suoi colleghi affinché Cliff sia costretto a licenziarlo senza una giusta motivazione, pur sapendo che era esattamente quello che Jimmy voleva. Quando Jimmy e Kim decidono di ottenere la prima quota di Jimmy dell'accordo di giudizio forzando una risoluzione del caso Sandpiper, decidono di approfittare dell'amicizia tra Cliff e Howard per diffamare la reputazione di quest'ultimo. Cliff, impressionato dal lavoro di Kim, si offre di aiutarla a costruire un caso pro bono affinché Jimmy possa ottenere la sua quota legalmente, ma successivamente Kim preferisce mandare avanti la truffa contro Howard, annullando l'incontro che Cliff aveva organizzato per lei. Il piano ha successo e Howard viene fatto passare per un tossicodipendente instabile, pertanto Cliff decide di tagliare i rapporti con Howard e di gestire da solo il caso Sandpiper. In seguito, la comunità legale del New Mexico viene indotta a credere che Howard si sia suicidato. Alla cerimonia funebre dell'uomo Cliff consola Cheryl, la sua vedova; Kim mente alla donna, confermando (con il sostegno di Cliff) che Howard era dipendente da droga. Interpretato da Ed Begley Jr. e doppiato da Luciano Roffi.

### Donald Margolis
Il padre di Jane, lavora come controllore del traffico aereo e cerca con difficoltà di aiutare la figlia a uscire dalla dipendenza da droga. Dopo aver scoperto che Jane ha ripreso a drogarsi, apparentemente per colpa di Jesse (laddove è stato il contrario), Donald va a bere in un bar e ha una conversazione con uno sconosciuto riguardo alla crescita dei figli, senza sapere che si tratta di Walter White, il quale è appena stato ricattato da Jane e a sua volta non conosce l'identità di Donald. La discussione porta Walt a decidere di aiutare Jesse a disintossicarsi e, successivamente, contribuisce inavvertitamente alla morte di Jane. Quando Donald viene a sapere della morte della figlia, resta profondamente sconvolto; torna a lavorare prematuramente dopo un mese ma, ancora scosso per quanto accaduto, riporta male delle coordinate e provoca di conseguenza la collisione a mezz'aria tra due aerei nei cieli di Albuquerque, con l'uccisione di 167 persone. In seguito a ciò, una notizia alla radio ascoltata da Walt riporta che Donald ha cercato di suicidarsi sparandosi alla testa, ma non si sa se sia sopravvissuto o meno. Interpretato da John de Lancie e doppiato da Massimo Rossi.

### Jane Margolis
Una prolifica artista, vicina e padrona di casa di Jesse, che fa la tatuatrice. Lei e Jesse si avvicinano per l'interesse in comune che hanno per l'arte e diventano una coppia, ma Jane ha una ricaduta nella droga e introduce anche Jesse al consumo di sostanze. Scoprendo le attività illecite di Walt, Jane lo ricatta affinché consegni a Jesse la parte di denaro che gli spetta per un affare importante appena concluso con Gus. Con quei soldi, Jane e Jesse pianificano di fuggire insieme in Nuova Zelanda per ripulirsi e iniziare una nuova vita, cedendo alla tentazione di fare uso di eroina un'ultima volta prima di andare e cadendo addormentati. Quella notte, quando Walt entra in casa loro, nel tentativo di svegliare Jesse fa girare accidentalmente Jane di schiena. La donna vomita e muore asfissiata sotto gli occhi di Walt, che non interviene in quanto teme che la sua cattiva influenza possa portare Jesse a morire prematuramente per un'overdose. La morte di Jane porta a ripercussioni significative: suo padre Donald e Jesse cadono in depressione, e ciò porta Donald a causare accidentalmente un incidente aereo disastroso, a causa di un errore nella gestione del traffico aereo, mentre Jesse si lascia andare agli eccessi. Walt, di rimando, viene afflitto dai sensi di colpa per non essere intervenuto; prima che Jack e la sua banda portino via Jesse, Walt, accusandolo della morte di Hank e della perdita della sua fortuna, gli rivela di aver lasciato Jane morire. Interpretata da Krysten Ritter e doppiata da Perla Liberatori.

### Brandon "Badger" Mayhew
Soprannominato "Badger", è un amico di Jesse, che cucina e fa uso di droghe. Fa parte della band TwaüghtHammër insieme a Jesse, e ha il ruolo di cantante; è un fan della fantascienza, in particolar modo di Star Trek. Per un breve periodo ha provato a realizzare metanfetamina con Jesse, ma la loro collaborazione non ha funzionato. Viene impiegato da Jesse e Walt per vendere il loro prodotto, ma viene arrestato e, al suo rilascio, scappa per un po' in California, prima di tornare in New Mexico ed essere convinto da Jesse di ricominciare a vendere droghe. Walt assume lui e Pete per fingere di tenere sotto tiro gli Schwartz, così da minacciarli. Nonostante le tendenze edonistiche e il carattere poco sveglio, è un amico fedele e spesso assiste Jesse; quando quest'ultimo fugge dalla prigionia della banda di Jack, Badger e Pete lo nascondono e lo aiutano a riprendersi, organizzando poi un piano per distrarre la polizia e permettere a Jesse di scappare in Alaska. Interpretato da Matt L. Jones e doppiato da Simone Crisari.

### George Merket
Il capo di Hank alla DEA, impressionato dalla sua tenacia, ragion per cui lo consiglia per un trasferimento a El Paso; quando Hank fa ritorno ad Albuquerque dopo essere stato ferito, Market è frustrato dal fatto che non voglia più essere trasferito, ignaro del trauma che ha subito e che gli provoca attacchi di panico. Dopo che Hank attacca Jesse, Merket deve sospenderlo dal suo incarico, salvo riaccoglierlo quando guarisce dall'attacco dei cugini Salamanca. Si rifiuta comunque di agire in base ai suoi sospetti su Gus Fring. In seguito alla morte di quest'ultimo, con l'emersione della scoperta che Fring era un boss del traffico di droga, Merket viene sollevato definitivamente dal suo incarico alla DEA a causa del rapporto personale che aveva con Gus e della conseguente messa in dubbio dell'integrità del suo lavoro. Interpretato da Michael Shamus Wiles e doppiato da Elio Zamuto.

### Signora Nguyen
La proprietaria del salone di bellezza sul retro del quale si trova l'ufficio legale di Jimmy, che spesso rimprovera per bere l'infuso di acqua di cetriolo a disposizione dei clienti e dipendenti. Durante la sospensione della sua licenzia legale, Jimmy rivende telefoni prepagati e la signora Nguyen si oppone al fatto che tenga i telefoni nel suo salone. Viene convinta quando Jimmy le regala un cellulare, ma l'avverte dei rischi di portare avanti un mezzo per arricchirsi velocemente. Consiglia Jimmy in un momento di crisi in merito al suo rapporto con Kim, presumendo che i due siano sposati. Dopo che Jimmy inizia a esercitare la professione legale come Saul Goodman, e si diffonde la notizia della sua rappresentanza dei Salamanca, il suo ufficio viene inondato di potenziali clienti del mondo delinquenziale o criminale, portando la signora Nguyen a sfrattarlo. Interpretata da Eileen Fogarty e doppiata da Tiziana Avarista.

### Paige Novick
L'avvocato senior di Mesa Verde e uno dei clienti di Kim. Lei e Kim erano compagne di classe della facoltà di giurisprudenza e, grazie a questo contatto, Kim riesce a portare le attività bancarie della Mesa Verde a HHM, nella speranza di tornare nelle grazie di Howard dopo essere stata relegata alla revisione dei documenti. Quando Kim lascia HHM, inizialmente Paige e Kevin Wachtell intendono rendere la Mesa Verde una sua cliente, ma Chuck li convince a rimanere a HHM. Jimmy sabota il lavoro di Chuck per spingere Kevin e Paige a tornare da Kim; successivamente, Paige esprime piacere per la morte di Chuck, facendo arrabbiare visibilmente Kim nei suoi confronti. Interpretata da Cara Pifko e doppiata da Michela Alborghetti.

### Christian "Combo" Ortega
Amico di Jesse e spacciatore di metanfetamina. Era il proprietario del camper usato da Walt e Jesse per cucinare metanfetamina all'inizio della loro carriera da spacciatori, avendolo venduto a Jesse per 1.400 dollari all'insaputa della famiglia prima dell'inizio della serie. Da ragazzo ha avuto problemi con la legge per aver rubato una statua di Gesù bambino da un presepe, venendo aiutato da Kim Wexler, che lo ha difeso in tribunale. Inizia a spacciare metanfetamina per conto di Walt e Jesse, ma viene ucciso per aver spacciato in "territori altrui". Il suo assassino è un bambino in bicicletta, Tomas Cantillo, che è stato costretto a farlo come parte di un'iniziazione a una banda. L'accaduto porta Jesse a precipitare nella tossicodipendenza. In seguito all'uccisione di Tomas da parte degli stessi spacciatori che hanno ordinato la morte di Combo, Jesse cerca vendetta, entrando in contrasto per questo con Gus Fring. Interpretato da Rodney Rush e doppiato da Corrado Conforti.

### Adam e Diane Pinkman
I genitori di Jesse. Hanno una relazione tesa con il figlio a causa della sua tossicodipendenza. Scoprendo che Jesse ha messo su un laboratorio di mentanfetamina nella casa della defunta zia (dove il ragazzo ha vissuto per essersi occupato di lei fino alla sua morte), lo cacciano dall'abitazione e cercano di rivenderla ma, a loro insaputa, Jesse collabora con Saul Goodman per costringerli ad abbassare il prezzo della casa e per comprarla anonimamente. Quando Jesse diventa un latitante, i genitori gli chiedono di costituirsi. Sapendo che devono essere monitorati dalla polizia, Jesse li contatta esprimendo la volontà di costituirsi, affermando che hanno fatto del loro meglio per crescerlo e che non è colpa loro per la strada che ha intrapreso nella vita. Interpretati da Michael Bofshever e Tess Harper.
Doppiati da Enzo Avolio (ep. 1x04 e El Camino - Il film di Breaking Bad) e Saverio Indrio (ep. 3x02) e Valeria Perilli.

### Tim Roberts
Un detective del dipartimento di polizia di Albuquerque che lavora a stretto contatto con Hank e la DEA; appare in diverse circostanze aiutando Hank e la sua famiglia, come per investigare sulla scomparsa di Walt (rapito con Jesse da Tuco Salamanca) e far scarcerare Marie dopo che è stata arrestata per furto. Indaga sull'omicidio di Gale Boetticher, suggerendo ad Hank un eventuale collegamento tra Gale e Fring nella produzione di droga, con il conseguente inizio dei sospetti di Hank contro Gus. In passato si è anche occupato delle indagini sull'omicidio di Fred Whalen perpetuato da Lalo Salamanca, ottenendo le prove grazie all'aiuto nascosto di Mike e portando all'arresto di Lalo sotto falso nome. Tuttavia, in seguito, Saul, su richiesta di Mike e Gus, riesce a far ottenere la libertà su cauzione di Salamanca, il quale scompare poco dopo. Interpretato da Nigel Gibbs.

### Hector Salamanca
L'anziano don della famiglia criminale Salamanca e socio del boss del cartello Don Eladio. È lo zio dei nipoti gemelli Leonel e Marco (noti anche come "i cugini"), di Tuco e Lalo. Pur provando una forte devozione per la famiglia, sia in senso di parentela che di affari, Hector è un uomo estremamente brutale e violento, sottoponendo i suoi stessi nipoti a dure punizioni quando erano bambini. È l'assassino di Max, partner di Gus, che ha ucciso su ordine di Don Eladio; da allora, tra lui e Fring scorre un forte odio reciproco, in quanto Hector spesso sminuisce e deride Gus, ma i due sono costretti a collaborare a causa della loro associazione con il cartello, sebbene entrambi pianifichino spesso di sbarazzarsi dell'altro. Quando Tuco viene incarcerato per una tentata aggressione a Mike, Hector cerca di convincere quest'ultimo a ritirare le accuse per ridurre la pena del nipote, arrivando a far minacciare la famiglia di Mike. Temendo per l'incolumità dei suoi cari, Mike si accinge quindi ad uccidere Hector, venendo fermato proprio da Gus, che vuole aspettare il momento giusto. Quando Hector pianifica di coinvolgere il padre di Nacho nei suoi affari criminali, Varga decide di uccidere Hector sostituendo i suoi farmaci per il cuore con ibuprofene tritato; Hector subisce un ictus durante un incontro con Gus e Juan Bolsa, ma Fring lo rianima e poi fa in modo che abbia le migliori cure mentre si trova in coma. Hector riacquista le sue facoltà mentali, ma è paralizzato e incapacitato a parlare, riuscendo solo a muovere l'indice destro. Gus taglia allora le sue cure, affinché non possa avere ulteriori miglioramenti, ed Hector viene ricoverato in una casa di cura. Lalo gli dona un campanellino da reception proveniente da un hotel che lui e lo zio avevano bruciato dopo averne ucciso il proprietario; Hector è l'unico a venire a sapere che Lalo è ancora vivo dopo essere stato dato per morto in un attentato alla sua vita, in quanto il nipote gli telefona per informarlo delle sue intenzioni di voler smascherare Gus davanti al cartello. In seguito, Nacho rivela ai Salamanca di averli traditi e di aver causato l'ictus di Hector, suicidandosi prima che loro possano vendicarsi su di lui. Quando Lalo viene effettivamente ucciso da Gus, Hector lo intuisce e cerca di accusarlo davanti a Don Eladio, il quale, però, ritiene non ci siano abbastanza prove, con grande furia di Hector. Tempo dopo, quando Tuco viene braccato dalle autorità, pianifica di scappare in Messico con Hector, Walt e Jesse, portandoli in una casa isolata in attesa di farsi venire a prendere dai cugini. Walt e Jesse pianificano di scappare avvelenando Tuco, ma Hector sventa il loro tentativo. Dopo la morte di Tuco, Hector rifiuta di collaborare con la polizia; perde poi anche Leonel e Marco, uccisi nel tentativo di vendicare Tuco. Gus va a trovarlo spesso nell'ospizio per rinfacciargli la morte della sua famiglia, finché Walt non convince Hector a mettere in atto un piano suicida volto a uccidere Fring: Hector finge di voler collaborare con la DEA e, quando Gus va a trovarlo per ucciderlo, Hector fa esplodere una bomba incorporata nella sua sedia a rotelle, uccidendo sé stesso, Gus e Tyrus. Interpretato da Mark Margolis e doppiato da Franco Zucca (Better Call Saul).

### Leonel e Marco Salamanca
Noti anche come "i cugini" o "i gemelli", sono fratelli gemelli, nipoti di Hector Salamanca e prolifici sicari del cartello della droga di Don Eladio; sono due uomini imponenti e minacciosi che parlano molto raramente e uccidono con grande meticolosità, senza mostrare alcuna emozione. Sono stati cresciuti da Hector, che spesso li ha sottoposti a punizioni violente; in un'occasione, quasi annegò Marco per impartire ai nipoti il concetto dell'importanza della famiglia. Per intimidire Mike e spingerlo a ritrattare la sua testimonianza contro Tuco, Hector invia i gemelli a minacciare la nipote di Mike, Kaylee. Rimangono a vegliare al capezzale di Hector quando subisce un ictus e, successivamente, portano Nacho da un medico quando rimane apparentemente ferito in una sparatoria (in realtà era caduto in un'imboscata di Gus, che lo ricatta costringendolo a diventare per lui una talpa nella famiglia Salamanca). Sono costretti a tornare in Messico in quanto le loro attività hanno attirato l'attenzione della polizia, mentre Hector, in via di guarigione, rimane capace solo di muovere gli occhi e l'indice destro, in quanto Gus mette un freno alle sue cure. I cugini sono gli incaricati di ritirare i soldi per la cauzione di Lalo, consegnandoli a Jimmy, e guidano una caccia all'uomo per Nacho in quanto accusato di aver ucciso Lalo. Anni dopo, i cugini uccidono l'informatore della DEA Tortuga, decapitandolo. Quando il cugino Tuco viene ucciso in una sparatoria, il cartello li invia a indagare. I due risalgono a Walt grazie a Hector e si appostano a casa sua con l'intenzione di ucciderlo con un'accetta, ma Gus li convince a rinunciare temporaneamente. Data la loro insistenza, Fring li autorizza a uccidere l'effettivo assassino di Tuco, Hank, sebbene di solito il cartello si astenga dall'uccidere membri delle forze dell'ordine, in quanto comporterebbe un rischio per gli affari. Hank viene informato anonimamente dell'imminente attacco dei gemelli e riesce a difendersi, uccidendo Marco e ferendo Leonel a entrambe le gambe, sebbene rimanga a sua volta gravemente ferito. Per mettere a tacere Leonel, Gus invia Mike in ospedale a somministrare un'iniezione letale all'uomo. Interpretati da Daniel Moncada e Luis Moncada.

### Tuco Salamanca
Un boss della droga messicano membro della famiglia criminale Salamanca e nipote di Hector. Ha un comportamento psicotico ed è incline a imprevedibili e violenti scoppi d'ira esacerbati dalla sua consumazione di droghe. Quando la nonna di Tuco viene presa di mira dalla truffa di due skateboard e di Jimmy, Tuco li porta nel deserto con l'assistenza di Nacho per ucciderli per l'affronto, ma Jimmy riesce a convincere Tuco a lasciarli andare, limitandosi a rompere una gamba a ciascuno degli skateboarder come avvertimento. A causa del comportamento sempre più irregolare di Tuco, Nacho e Mike organizzano un piano che porta Tuco a essere arrestato per aver aggredito Mike davanti alla polizia. Essendo in possesso di una pistola al momento dell'aggressione, Tuco rischia diversi anni in prigione, a cui se ne aggiungono altri per aver aggredito delle persone in carcere. Hector minaccia però Mike affinché dica che la pistola sia sua, così da ridurre la pena a Tuco. Anni dopo, in seguito al suo rilascio, Tuco riprende a gestire lo spaccio di droga e viene avvicinato da Walt e Jesse, i quali stanno iniziando a farsi strada nel sottomondo criminale. Picchia brutalmente Jesse al loro primo incontro, ma poi Walt riesce a ottenere il suo rispetto affrontandolo nei panni di Heisenberg. Successivamente, Tuco uccide a suon di botte un suo stesso scagnozzo per un'inerzia in uno dei suoi attacchi di rabbia incontrollati, quindi Walt e Jesse, inorriditi, decidono di avvelenarlo con la ricina alla prossima consegna. Prima che possano mettere in atto il loro piano, la DEA fa irruzione nel quartier generale di Tuco e quest'ultimo progetta di fuggire in Messico, portando con sé Hector, Walt e Jesse. Li porta in una casa isolata dove verranno raggiunti dai cugini Leonel e Marco, ed Hector sventa i tentativi di Walt e Jesse di attentare alla vita di Tuco. Il criminale minaccia di uccidere Jesse, ma viene ferito e, subito dopo, viene coinvolto in una sparatoria con Hank, il quale lo uccide per difendersi. I colleghi della DEA di Hank gli regalano un fermacarte con incastonato il copridenti di Tuco, ma Hank poi lo butta nel fiume con disgusto. Interpretato da Raymond Cruz e doppiato da Roberto Stocchi.

### Gretchen ed Elliott Schwartz
I proprietari della Gray Matter, un'azienda farmaceutica di successo. Gretchen è l'ex assistente di chimica di Walt e sua ex fidanzata, mentre Elliott era il partner e amico di Walt, co-creatore della Gray Matter. Walt a un certo punto abbandonò improvvisamente tutte le sue ricerche e vendette la sua quota di proprietà della Gray Matter, perdendo così milioni quando la Gray Matter ebbe successo. Gretchen ed Elliott si sposarono e arricchirono grazie all'azienda e Walt, pur rimanendo apparentemente in buoni rapporti con loro, rimase amareggiato per il successo da loro ottenuto grazie alle sue ricerche. Quando Walt inizia a pagare i suoi trattamenti chemioterapici con i soldi dello spaccio, dice a Skyler che gli Schwartz lo stanno pagando per lui. Quando Gretchen scopre la bugia affronta Walt, che incolpa furiosamente lei ed Elliott di avergli rovinato la vita. Qualche tempo dopo, Skyler contatta Gretchen e scopre che lei e il marito non hanno pagato nessuna delle spese mediche di Walt, costringendolo a confessare la verità. Quando Walt è diventato un latitante, gli Schwartz sparlano di lui in televisione, denunciando il suo comportamento e minimizzando il suo ruolo nella creazione di Gray Matter; Walt, sul punto di consegnarsi alla DEA, vede un loro servizio televisivo, quindi cambia idea e finge di minacciare gli Schwartz con due cecchini per costringerli a versare i suoi soldi rimanenti su un fondo fiduciario per Walter Jr., fingendo che provenga da loro. Interpretati da Jessica Hecht e Adam Godley e doppiati da Sabrina Duranti e da Gaetano Varcasia (Breaking Bad, prima stagione) e Franco Mannella (Breaking Bad, quinta stagione).

### Richard "Rich" Schweikart
Il co-fondatore dello studio legale Schweikart & Cokely. Rich è l'avvocato principale delle case di riposo Sandpiper nella causa intentata da HHM contro la società. Nota che Kim Wexler è altamente qualificata e sottovalutata presso HHM e le offre un lavoro presso S&C, che lei rifiuta. Kim in seguito inizia uno studio solista con la banca Mesa Verde come suo unico cliente, ma inizia a dedicare più tempo e sforzi a casi di difesa penale pro bono che trova più allettanti del diritto bancario. Si rivolge a Rich chiedendogli di entrare in S&C e diventa una partner della nuova divisione bancaria dell'azienda, incluso il conto Mesa Verde, salvo lasciare S&C e la Mesa Verde per dedicarsi esclusivamente ai casi pro bono. Quando le macchinazioni di Jimmy e Kim portano al rovinare la reputazione di Howard, Rich convince HHM e Davis & Main ad accettare un accordo inferiore a quello desiderato. Partecipa poi al funerale di Howard, esprimendo ammirazione per lui e rivelando che HHM subirà un ridimensionamento. Interpretato da Dennis Boutsikaris e doppiato da Stefano Benassi.

### Skinny Pete
Uno degli amici di Jesse, tossicodipendente e spacciatore di basso conto nonostante sia in libertà vigilata. Ha scontato la prigione con Tuco ed è colui che lo presenta a Jesse. Dopo l'aggressione da parte di due tossici, l'arresto di Badger e l'uccisione di Combo, Pete smette di lavorare per Jesse per paura. Successivamente riprende a lavorare in scala minore per Jesse e riesce a ripulirsi con Badger frequentando i Narcotici Anonimi, ma ricadono entrambi nella dipendenza a causa di Jesse. È un pianista di talento, adora fare festa e discutere di fantascienza con Badger. Lui e Badger vengono assunti da Walt per intimidire gli Schwartz fingendosi dei cecchini e informano Walt che la sua metanfetamina blu è ancora in circolazione, facendogli capire che Jesse è ancora vivo. Quando Jesse riesce a fuggire dalla prigionia di Jack, cerca rifugio da Pete e Badger, che lo ospitano e aiutano a rimettersi in sesto. I due organizzano poi un piano per permettere a Jesse di fuggire in Alaska mentre loro depistano la polizia, riuscendo a far credere alle autorità che Jesse sia scappato in Messico. Un teaser trailer rilasciato prima dell'uscita di El Camino mostra Pete interrogato dalla DEA sull'ubicazione di Jesse, probabilmente ambientato dopo la conclusione del film. Interpretato da Charles Baker e doppiato da Alberto Bognanni.

### Manuel Varga
Il padre di Nacho, proprietario di un negozio di tappezzeria. Nacho cerca di impedirgli di venire a conoscenza del suo ruolo nel traffico di droga ma, quando Hector Salamanca inizia a prendere in considerazione di usare il negozio di Manuel come copertura per i suoi affari illeciti, Nacho è costretto a parlarne con il genitore. Mano a mano che Nacho viene coinvolto nei pericolosi giochi di potere del cartello, pianifica di far scappare sé stesso e Manuel da Albuquerque se necessario, ma Manuel rifiuta fermamente, sostenendo che il figlio dovrebbe scappare o costituirsi, ma lui non se ne andrà. Quando Nacho viene costretto a prendersi la colpa per il presunto omicidio di Lalo anche per proteggere Manuel, chiama il padre un'ultima volta per dirgli addio riconoscendo che morirà. Mike successivamente informa Manuel della morte del figlio, promettendo di vendicarsi per lui, ma Manuel, addolorato per la perdita, dice a Mike che ciò porterà a un infinito ciclo di spargimenti di sangue. Interpretato da Juan Carlos Cantu.

### Victor
Uno degli uomini più fedeli di Gus e suo braccio destro, che inizialmente fa da mediatore tra lui, Walt e Jesse. Dopo che Walt ha ucciso due spacciatori di Gus per proteggere Jesse, Victor inizia a monitorare le attività del laboratorio; successivamente, lui e Mike si accingono presumibilmente a uccidere Walt, il quale quindi ordina rapidamente a Jesse di andare a uccidere Gale, così che Gus si trovi costretto a tenerlo in vita per continuare a cucinare. Nonostante Victor accorra a casa di Gale per fermare Jesse, giunge sul posto che l'omicidio è già avvenuto, quindi riporta Jesse al laboratorio per tenerlo sotto tiro con Walt mentre aspettano Fring. Per dimostrare a Gus che non ha bisogno di Walt, Victor cerca di dimostrare di aver imparato a cucinare osservando le operazioni in laboratorio. Gus, inaspettatamente, sgozza Victor con un taglierino davanti a Mike, Walt e Jesse, i quali poi devono smaltire il cadavere con l'acido. Mike ritiene che Victor possa essere stato ucciso in quanto è stato visto nell'appartamento di Gale dopo l'omicidio, quindi sarebbe potuto essere collegato a Gus, ma Walt ipotizza che Fring possa averlo ucciso per essersi preso delle "libertà inappropriate", ovvero l'essersi messo a cucinare mentre Mike teneva Walt e Jesse in ostaggio nel tentativo di diventare ancora più importante per Gus. Interpretato da Jeremiah Bitsui.

### Eladio Vuente
Il don di un cartello della droga a Ciudad Juárez; tra i suoi sottoposti sono inclusi Juan Bolsa, Hector Salamanca e i suoi nipoti. È il responsabile dell'omicidio di Max, partner e amante di Gus, che fece uccidere davanti agli occhi di Fring come punizione per aver orchestrato il loro incontro, ritenendo quindi che gli avesse "mancato di rispetto", risparmiando Gus per un legame mai rivelato ma potente con il Cile, costringendolo poi a lavorare per lui. Dopo la morte di Juan Bolsa e dei cugini e con la nuova presa di potere di Gus, Eladio ordina una rappresaglia nei suoi confronti e Fring accetta di soddisfare le richieste di Eladio, tra cui la formula della metanfetamina blu purissima e metà delle quote ricavate. Il don organizza poi una festa nella sua villa a cui partecipano più capi, ma tutti vengono uccisi da una tequila avvelenata da Gus. In Better Call Saul, Eladio concede ai Salamanca di far gestire a Nacho la loro organizzazione durante la latitanza di Lalo. In seguito alla morte di quest'ultimo, Hector accusa (correttamente) Gus dell'omicidio, ma, non essendoci prove sufficienti, Eladio liquida la cosa, spartendo il territorio del traffico di droga di Albuquerque tra i due clan per mantenere la pace. Pur riconoscendo che Fring lo odia per i loro trascorsi, non si mostra preoccupato. Interpretato da Steven Bauer e doppiato da Paolo Marchese.

### Kevin Wachtell
L'amministratore delegato della Mesa Verde Bank; ha rilevato la banca da suo padre Don all'inizio degli Anni 2000 e presiede la sua espansione fino a trasformarla in una grande istituzione regionale. Attraverso la sua conoscenza Paige, Kim riesce ad assicurare la Mesa Verde come cliente per HHM; quando lascia la HHM per mettersi in proprio, inizialmente Kevin accetta di far diventare la Mesa Verde sua cliente, ma Chuck li convince a far mantenere la Mesa Verde alla HHM. Jimmy mette in atto un sabotaggio ai danni di Chuck affinché la Mesa Verde riponga nuovamente i suoi affari da Kim. Attraverso Kevin, Kim diventa partner di Schweikart & Cokely e guida la nuova divisione bancaria dell'azienda; in seguito a un disaccordo con Kevin, trasferisce il conto della Mesa Verde a S&C e lascia l'azienda per concentrarsi sul pro bono. Interpretato da Rex Linn e doppiato da Roberto Fidecaro.

### Jack Welker
Lo zio di Todd Alquist e il capo di una banda di matrice neonazista. Walt assume la banda di Jack per uccidere gli undici uomini di Mike dopo il loro arresto, temendo che possano tradirlo alla DEA a causa della cessazione dei pagamenti per le loro famiglie. La banda di Jack organizza quindi il massacro di nove uomini in tre prigioni entro due minuti, affinché le forze dell'ordine non possano avere il tempo di aumentare la protezione agli altri. Quando Declan rifiuta di assumere Todd come assistente nella cucina di metanfetamina, Lydia manda la banda di Jack a uccidere lui e i suoi uomini per mantenere alta la qualità della droga. Successivamente, Walt assume nuovamente Jack e la sua squadra per uccidere Jesse, offrendosi in cambio di insegnare a Todd come cucinare metanfetamina pura. Il gruppo viene coinvolto in una sparatoria con Hank e Gomez, che si conclude con la morte di Gomez, e Jack giustizia Hank nonostante le suppliche di Walt di risparmiarlo. Jack rapisce Jesse, dapprima con l'intenzione di ucciderlo e poi per costringerlo a cucinare metanfetamina, e ruba i barili con il denaro di Walt, lasciando Walt vivo con un barile su richiesta di Todd. Quando Jesse cerca di scappare dalla sua prigionia, Jack lo costringe a guardare l'uccisione della sua ragazza, Andrea, minacciando di fare lo stesso con il figlio di quest'ultima se proverà ancora a fuggire. Mesi dopo, Walt si presenta a un incontro con Jack e la sua banda e li uccide tutti con una mitragliatrice impiantata nel bagagliaio della sua auto e attivata a distanza, lasciando vivi solo Jack e Todd. Todd viene strangolato da Jesse, mentre Jack, gravemente ferito, cerca di convincere Walt a lasciarlo vivo in cambio dei suoi soldi, venendo ucciso freddamente da Walt nello stesso modo in cui lui ha fatto con Hank. Interpretato da Michael Bowen e doppiato da Antonio Palumbo.

### Wendy
Una prostituta tossicodipendente associata a Jesse, con un figlio piccolo a carico. Viene assunta da Jimmy e Kim come parte del loro piano per diffamare Howard. Nonostante le apparenze è molto leale a Jesse, resistendo a un estenuante interrogatorio da parte di Hank per suo conto. Jesse la convince ad aiutarlo a uccidere due spacciatori che sfruttano bambini per i loro affari e, sebbene i loro piani vengano sventati da Mike, quest'ultimo fa allontanare Wendy senza ripercussioni. Interpretata da Julia Minesci.

### Holly White
La figlia neonata di Skyler e Walt e sorella minore di Walt Jr.. La sua nascita non pianificata porta a diverse difficoltà nella famiglia, in quanto Skyler deve smettere di lavorare e Walt è costretto a svolgere un secondo impiego in un autolavaggio. Quando Skyler va in travaglio, è Ted ad accompagnarla in ospedale, perché Walt è impegnato con affari di droga e incolpa Jesse per l'accaduto. Quando il matrimonio tra Skyler e Walt va in crisi per la scoperta di Skyler del ruolo di Walt nel traffico di droga, Holly viene affidata con Walter Jr. agli zii Hank e Marie per tre mesi. Quando Walt ha una colluttazione con Skyler per la morte di Hank, Walt fugge portando con sé Holly, ma poi ci ripensa e la fa riavere a Skyler. Quando Walt va a trovare Skyler prima di partire per la missione suicida per salvare Jesse e vendicare Hank, Skyler gli consente di abbracciare Holly un'ultima volta. Interpretata da Haven Tomlin (Breaking Bad, quarta stagione), Elanor Anne Wenrich (Breaking Bad, prima metà della quinta stagione) e da Moira Bryg MacDonald (Breaking Bad, seconda metà della quinta stagione)

### Werner Ziegler
Un ingegnere edile tedesco assunto da Gus per gestire la costruzione del suo laboratorio sotterraneo di metanfetamine, venendo scelto per la sua attenzione ai dettagli. Quando i lavori si prolungano con un conseguente malcontento tra i lavoratori di Ziegler, Mike organizza una "gita" in uno strip club per gli uomini, mentre lui e Werner vanno a bere in un bar. Mike si assenta temporaneamente e Werner, ubriaco, rivela ad altri avventori i dettagli della costruzione. Successivamente, Ziegler chiede un weekend libero per andare a far visita a sua moglie. Quando Mike glielo nega, Werner scappa lasciando un biglietto in cui spiega che andrà a trovare sua moglie e poi tornerà per finire il lavoro. Lalo rintraccia Werner e lo inganna per farsi rivelare i dettagli della costruzione, prima dell'arrivo di Mike. Gus capisce che Werner potrebbe mettere in pericolo l'esistenza del laboratorio, quindi decide di farlo uccidere. Mike si offre di farlo personalmente e dice a Ziegler di chiamare un'ultima volta sua moglie, promettendogli che daranno alle autorità una spiegazione soddisfacente per la sua morte, affinché sua moglie non rimarrà con il dubbio, e che i suoi uomini torneranno in Germania indenni. Werner ottiene il permesso di fare un'ultima passeggiata sotto le stelle, poi Mike gli spara alla testa. La versione ufficiale della sua morte afferma che è morto in una grotta per salvare i suoi uomini. Interpretato da Rainer Bock e doppiato da Gerolamo Alchieri.

## Personaggi minori
- Everett Acker: Un pensionato la cui casa è su un terreno affittato dalla Mesa Verde Bank. La banca vorrebbe sfrattare Acker per costruire un nuovo call center sul territorio, ma lui è l'unico residente a rifiutare di andarsene, quindi la banca manda Kim a convincerlo, ma lei ha compassione per lui e chiede a Jimmy di rappresentarlo. Jimmy usa una serie di trucchi per ritardare lo sfratto della Mesa Verde e poi riesce a ricattare la Mesa Verde affinché risarcisca Acker e gli permetta di rimanere a casa sua. Interpretato da Barry Corbin e doppiato da Franco Zucca.
- Hugo Archilleya: Un bidello del liceo in cui insegna Walt. Viene sospettato della scomparsa di strumenti scolastici (in realtà rubati da Walt per cucinare metanfetamina) e arrestato dalla DEA per possesso di marijuana, venendo di conseguenza licenziato. Interpretato da Pierre Barrera.
- Max Arciniega: Il socio in affari di Gus e suo implicito partner amoroso;[25] insieme hanno aperto la catena di ristoranti Los Pollos Hermanos e hanno deciso di intraprendere lo spaccio di metanfetamina, cucinata da Max. Per la vendita i due si sono avvicinati al signore della droga Don Eladio nella speranza di entrare nel giro, ma Eladio fece uccidere Max davanti agli occhi di Gus in quanto si era sentito mancare di rispetto. Gus, in seguito, ha istituito una borsa di studio universitaria dedicata a Max e ha avviato uno scrupoloso piano per vendicarlo, uccidendo le persone coinvolte nel suo omicidio. Il suo nome deriva da quello omonimo dell'attore che interpreta Krazy-8. Interpretato da James Martinez.
- Rebecca Bois: Una violinista ex moglie di Chuck. Nonostante i due si siano separati amichevolmente, l'accaduto potrebbe essere uno dei fattori scatenanti dell'ipersensibilità elettromagnetica di Chuck, il quale glielo nascose per diverso tempo. Quando Chuck deve testimoniare a un'udienza, Jimmy invita Rebecca ad assistere, apparentemente per dargli sostegno ma in realtà per destabilizzarlo. In seguito, Rebecca cerca inutilmente di riconnettersi con Chuck dopo il suo sfogo nell'aula di tribunale e implora Jimmy di fare ammenda con il fratello, senza successo. Partecipa con evidente dolore al funerale di Chuck e da lui eredita la sua casa. Interpretata da Ann Cusack e doppiata da Roberta Paladini.
- David Brightbill: Un investigatore privato assunto da Chuck per dimostrare che Jimmy ha sabotato il suo lavoro per la Mesa Verde. Chuck registra una confessione di Jimmy e attende con Brightbill e Howard in casa sua che Jimmy faccia irruzione in preda alla furia per recuperare le prove, così da poterlo denunciare. Interpretato da Jackamoe Buzzell.
- Erin Brill: Un'associata esordiente di Davis & Main. Le viene assegnato il compito di supervisionare Jimmy dopo che si scontra con i loro capi. Jimmy la sfrutta per aiutare Irene a ristabilire le sue amicizie. Si occupa anche di gestire la teleconferenza di mediazione di Sandpiper, notando che gli occhi di Howard sono dilatati (apparentemente per uso di droghe, in realtà per il contatto con il farmaco somministrato da Jimmy e Kim). Interpretata da Jessie Ennis e doppiata da Emanuela Damasio.
- Dottor Caldera: Un veterinario di Albuquerque che fa segretamente da intermediario tra i criminali e, occasionalmente, fornisce assistenza medica non ufficiale ai criminali. Ha un legame con Ed Galbraith. Interpretato da Joe DeRosa.
- Tomás Cantillo: Il fratello minore di Andrea. Fa parte di un giro di spacciatori che, come "iniziazione", gli hanno ordinato di uccidere Combo. Quando Jesse lo scopre, chiede a Gus di far cessare l'uso di bambini nel traffico di droga e Fring accetta, ma questo porta gli spacciatori a uccidere Tomás in quanto "inutile" (non è specificato se Gus abbia effettivamente dato l'ordine di uccidere il bambino). Il tentativo di Jesse di cercare vendetta provoca una spaccatura tra lui, Walt e Gus. Interpretato da Angelo Martinez.
- Capogruppo: L'anonimo consulente che spesso conduce sessioni di terapie di gruppo presso la Narcotici Anonimi a cui partecipa Jesse. Durante un incontro, racconta di aver ucciso la figlia di sei anni investendola accidentalmente mentre era ubriaco e drogato. Jesse, sconvolto prima per la morte di Jane e poi per aver ucciso Gale, affronta malamente il capogruppo rifiutando la sua filosofia per la quale le persone dovrebbero accettare sé stesse e i propri errori, insistendo sul fatto che dovrebbero pagare per i loro crimini. Interpretato da Jere Burns e doppiato da Angelo Maggi.
- Casey: Un impiegato di Neil Kandy, che insieme a lui si spaccia per un poliziotto per recuperare i soldi dall'appartamento del defunto Todd. I due si imbattono in Jesse, lì per lo stesso motivo, e finiscono per spartire i soldi con lui dopo aver meditato di ucciderlo. Successivamente Jesse cambia idea e affronta Casey e Neil per avere tutto il denaro, uccidendoli quando si rifiutano e provano a contrattaccare. Interpretato da Scott Shepherd e doppiato da Roberto Certomà.
- Rand Casimiro: Un giudice in pensione ed ex collega di Clifford, che viene chiamato a fare da mediatore per la causa Sandpiper Crossing. Jimmy e Kim realizzano delle foto finte per far credere ad Howard che Casimiro sia stato corrotto da Jimmy, portandolo a mandare all'aria l'incontro e costringendo HHM ad accettare un accordo inferiore da quello voluto. Interpretato da John Posey e doppiato da Edoardo Siravo.
- Cheri: Studentessa del college compagna di Joey e Phil, si occupa del trucco quando viene assunta con gli amici da Jimmy per girare dei filmati; in altre circostanze, aiuta Jimmy e Kim anche in altre truffe o inganni. Interpretata da Hayley Holmes.
- Duane Chow: Il proprietario della Golden Moth Chemical, un'azienda di produzione di prodotti chimici industriali che rifornisce l'impero della droga di Gus. Durante il conflitto tra Fring e il cartello della droga messicano, Chow viene tenuto in ostaggio dalle forze dell'ordine finché Mike non uccide i suoi sequestratori e poi spara a Chow alla mano per non aver informato Gus della situazione. Dopo la morte di Gus, Chow viene interrogato dalla DEA per la sua affiliazione con il criminale. È tra gli undici uomini che Lydia progetta di uccidere per timore di patteggiamenti con la DEA; Mara, l'uomo assunto da Lydia per compiere il lavoro, usa Chow per attirare Mike in una trappola, poi lo uccide. Interpretato da James Ning e doppiato da Mino Caprio (Breaking Bad, terza stagione).
- Clarence: Un delinquente di Albuquerque che lavora per Caldera come scagnozzo occasionale. Interpretato da David Mattey.
- Clovis: Il cugino di Badger che gestisce un servizio di rimorchio e riparazione di veicoli. Mantiene il camper di Jesse quando smette di funzionare, finché lui e Walt non sono costretti a farlo distruggere per evitare che la DEA possa perquisirlo. Interpretato da Tom Kiesche.
- Arturo Colon: Uno degli uomini di Salamanca, solitamente lavora in coppia con Nacho. Dopo che Gus scopre il ruolo di Nacho nell'ictus di Hector Salamanca, lo aggredisce uccidendo Arturo davanti a lui asfissiandolo con una busta di plastica per obbligarlo a diventare una talpa all'interno dell'organizzazione Salamanca. La morte di Colon viene allestita affinché sembri vittima di un attacco commesso da una banda rivale, ferendo Nacho per rendere il tutto più convincente. Interpretato da Vincent Fuentes. e doppiato da Edoardo Stoppacciaro.
- Louis Corbett: Il miglior amico di Walter Jr.. Spesso i due escono assieme e lui aiuta Walter Jr. a creare un conto per le donazioni con cui pagare le spese mediche di Walt. Interpretato da Kyle Swimmer (Breaking Bad, stagione 1) e da Caleb Landry Jones (stagioni 2-3) e doppiato da Daniele Raffaeli.
- Declan: Uno spacciatore di metanfetamine che opera a Phoenix, in Arizona, che assume la distribuzione di Walt in cambio del 35% delle entrate. Quando Walt si ritira dal mercato della droga, Lydia esprime insoddisfazione per la merce prodotta da Declan, chiedendogli di usare come cuoco Todd, che ha imparato da Walt. Al suo rifiuto, Lydia ordina alla banda di Jack di uccidere Declan e i suoi uomini, così da impossessarsi dei suoi prodotti e riprendere la produzione con Todd. Interpretato da Louis Ferreira e doppiato da Roberto Pedicini.
- Dottor Delcavoli: Il medico che ha in cura Walt nelle prime due stagioni; è tra i dieci migliori oncologi degli Stati Uniti. Interpretato da David House.
- Joey Dixon: Uno studente del college compagno di Phil e Cheri che fa occasionalmente da cameraman a Jimmy per girare spot televisivi amatoriali. Dopo la laurea, tiene lezioni al college e lavora in un centro di apparecchiature televisive, continuando a creare video informativi per il cinema insieme a Phil e Cheri. Interpretato da Josh Fadem e doppiato da Manuel Meli.
- Stacey Ehrmantraut: La nuora vedova di Mike e madre di Kaylee. Viene assistita da Mike nella cura della bambina dopo la morte del marito. Interpretata da Kerry Condon e doppiata da Daniela Calò.
- Suzanne Ericsen: Una vice procuratrice distrettuale che spesso si scontra con Jimmy e Kim. Interpretata da Julie Pearl.

- Ron Forenall: Il contatto di Mike e Lydia presso il magazzino chimico della Madrigal Electromotive a Houston. Viene arrestato da Hank e Gomez e per questo Lydia ordina la sua uccisione, insieme a quella di altri uomini, affinché non patteggino con la DEA. Viene pugnalato a morte in carcere dai neonazisti inviati da Walt e Lydia. Interpretato da Russ Dillen.
- Gaff: Un membro del cartello della droga di Don Eladio, che gli fa da rappresentante ad alcuni incontri. Viene ucciso da Mike con una garrota durante il massacro a casa di Eladio orchestrato da Gus. Il suo nome è un omaggio all'omonimo personaggio di Edward James Olmos del film Blade Runner. Interpretato da Maurice Compte.
- Getz: Un detective della polizia di Albuquerque che prende parte a un'operazione sotto copertura che lo porta ad arrestare Badger per possesso di metanfetamina. Interpretato da DJ Qualls.
- Gonzo: Il cognato di Tuco Salamanca e uno dei suoi luogotenenti. Preoccupandosi di dare una degna sepoltura a No Doze, cerca di spostare il suo corpo da sotto una pila di auto in una discarica, ma il braccio gli viene reciso per un incidente e muore dissanguato. Quando Walter e Jesse scoprono che è morto, presumono erroneamente che Tuco stia uccidendo tutti i testimoni dell'omicidio di No Doze e temono per la propria vita, mentre Tuco ritiene erroneamente che Gonzo sia un informatore della polizia. Interpretato da Jesus Payan Jr..
- Barry Goodman: Il medico personale di Gus, che si occupa di curare lui e Mike dopo il massacro a casa di Don Eladio. Interpretato da JB Blanc.
- Viola Goto: Un'assistente legale che lavora per Kim quando inizia a occuparsi da solista della Mesa Verde. Si sposta con Kim a lavorare presso la Schweikart & Cokely, rimanendo lì in seguito all'abbandono di Kim. Successivamente, quest'ultima la incontra con una scusa per ottenere il nome del giudice che medierà il caso Sandpiper. Interpretata da Keiko Agena e doppiata da Valentina Favazza.
- Cheryl Hamlin: La moglie di Howard, con la quale sembra avere un rapporto difficile. Quando Howard muore, apparentemente suicida, Cheryl sospetta che Jimmy e Kim c'entrino qualcosa in quanto sapeva delle loro molestie contro il defunto marito, ma Kim racconta una bugia per rafforzare l'accusa che Howard fosse dipendente da droghe, suggerendo velatamente che Cheryl sia stata disattenta e non se ne sia accorta, turbandola profondamente. Anni dopo, Kim presenta a Cheryl una lettera in cui confessa pienamente il ruolo che lei e Jimmy hanno in realtà avuto dietro la morte di Howard, proponendole di intentare una causa, sebbene sia difficile che possa esserci un processo per mancanza di testimoni e prove. Interpretata da Sandrine Holt e doppiata da Selvaggia Quattrini.
- Kalanchoe: Detective del dipartimento di polizia di Albuquerque partner di Munn, che interroga Jesse riguardo all'avvelenamento di Brock e i soldi che ha distribuito nel quartiere in grandi quantità. Interpretato da Gonzalo Menendez.
- Neil Kandy: Il proprietario di un'officina di saldatura ad Albuquerque; viene assunto dai neonazisti per costruire il cavo che tiene prigioniero Jesse. Successivamente, assieme a Casey, si finge un agente di polizia per introdursi nell'appartamento del defunto Todd e recuperare i suoi soldi nascosti, incappando in Jesse (lì per lo stesso motivo), che li convince a non ucciderlo rivelando di aver trovato il denaro e lasciandone a loro due terzi. Successivamente Jesse cambia idea, si arma e uccide Neil per prendere la sua parte dei soldi dopo che lui si è rifiutato e lo ha sfidato a duello. Interpretato da Scott MacArthur e doppiato da Simone D'Andrea.
- Kenny: Il secondo il comando di Jack ed esperto in tecnologia della Confraternita. Durante la prigionia di Jesse, lo schernisce con gli altri membri del gruppo; viene ucciso da Walt nell'attacco con la mitragliatrice. Interpretato da Kevin Rankin e doppiato da Riccardo Scarafoni.
- Patrick Kuby: Uno degli uomini di Saul, che compie per lui vari incarichi a sfondo illegale, spesso insieme a Huell. Interpretato da Bill Burr e doppiato da Alessandro Budroni (Breaking Bad 4x03), Raffaele Palmieri (Breaking Bad 4x11) e Alessandro Quarta (Breaking Bad stagione 5).
- Lance: Cassiere della copisteria presso la quale Jimmy modifica i documenti della Mesa Verde di Chuck. Successivamente, Jimmy lo corrompe affinché menta quando Chuck viene a interrogarlo. Interpretato da Elisha Yaffe.
- Lawson: Il trafficante d'armi di Mike e Walt. Interpretato da Jim Beaver e doppiato da Guido Sagliocca (Breaking Bad) e da Nino Prester (Better Call Saul).
- Ximenez Lecerda: Uno degli autisti di contrabbando di Hector Salamanca. Quando Mike decide di attentare alla vita di Salamanca per tenere al sicuro la sua famiglia, intercetta il camion di Ximenez, lo lega e deruba, in attesa che qualcuno lo liberi. Quando ciò accade, però, Lecerda chiama Hector, che fa uccidere l'uomo che ha salvato Ximenez e ripulisce la scena, mentre Ximenez viene ucciso dai cugini per il suo presunto ruolo nella rapina. Interpretato da Manuel Uriza.
- Lenny: Impiegato di un negozio di alimentari, viene assunto da Jimmy e Kim per prendere parte a delle foto false come parte del loro stratagemma per screditare Howard. Interpretato da John Ennis.
- Lyle: Vicedirettore della sede di Los Pollos Hermanos ad Albuquerque, fedele a Gus e orgoglioso del suo lavoro, ma ignaro del ruolo che Fring ha nel traffico di droga. Viene temporaneamente promosso a direttore del ristorante mentre Gus è assente per un'"emergenza familiare", in realtà essendo stato ferito in una sparatoria con Lalo. Interpretato da Harrison Thomas.
- Chris Mara: Uno degli scagnozzi di Gus e Mike, che svolge per loro vari incarichi nel traffico di droga. Viene assunto da Lydia per uccidere undici ex affiliati di Gus per timore che patteggino con la DEA, quindi prende in ostaggio Chow per attirare in trappola Mike, essendo entrambi nella lista. Riesce a uccidere Chow, ma Mike lo sottomette e uccide. Interpretato da Christopher King.
- Marion: L'anziana madre di Jeff, con cui Jimmyn (nei panni di Gene) fa amicizia come stratagemma per avvicinarsi a Jeff. Inizia a insospettirsi nei confronti di Gene e, facendo delle ricerche, scopre che è il criminale ricercato Saul Goodman, pertanto lo denuncia alle autorità, portando al suo arresto. Interpretata da Carol Burnett e doppiata da Melina Martello.
- Dennis Markowski: Ilmanager della Lavanderia Brilliante, la lavanderia industriale che funge da copertura per il laboratorio di Gus. Dopo la morte di Fring, la DEA incarcera Dennis per la sua collaborazione con Gus, accettando di non parlare sotto pagamento di Mike. Quando i fondi vengono confiscati, Dennis propone un patteggiamento con la DEA, che viene respinto da Hank. Dennis è tra i prigionieri ex associati di Fring a essere uccisi su ordine di Walt dai neonazisti di Jack, che lo bruciano vivo nella sua cella. Interpretato da Mike Batayeh.
- Moglie di Spooge: La consorte di Spooge, tossicodipendente come lui, che vive in uno stato di profondo degrado con il marito e il figlio piccolo. Uccide Spooge ribaltando un bancomat sulla sua testa e viene poi arrestata dalla polizia, confessando poco dopo l'omicidio del marito. Interpretata da Dale Dickey.
- Carmen Molina: La vice preside del liceo in cui insegna Walt. Quando Skyler rinfaccia a Walt di averlo tradito con Ted lui, per vendetta, cerca goffamente di flirtare con Molina, venendo di conseguenza sospeso a tempo indefinito dall'insegnamento. Successivamente, viene promossa a preside dell'istituto. Interpretata da Carmen Serano.
- Munn: Detective del dipartimento di polizia di Albuquerque partner di Kalanchoe, che interroga Jesse riguardo all'avvelenamento di Brock e i soldi che ha distribuito nel quartiere in grandi quantità. Interpretato da Jason Douglas.
- No Doze: Uno dei luogotenenti dell'organizzazione di Tuco. Viene ucciso da Tuco per un futile motivo, in quanto il criminale, sotto l'effetto di droghe, lo picchia a morte davanti a Walt e Jesse, ritenendo abbia insultato la sua intelligenza e autorità. Interpretato da Cesar Garcia.
- Bill Oakley: Un vice procuratore distrettuale, collega e amico di Jimmy. Viene assunto da Saul come suo avvocato difensore dopo essere stato arrestato per i suoi crimini, sebbene sfrutti il processo solo come mezzo per dichiararsi colpevole. Interpretato da Peter Diseth e doppiato da Francesco de Francesco.
- Old Joe: Il proprietario di una discarica locale. Aiuta Walt e Jesse in diverse occasioni utilizzando il suo demolitore di auto e dando loro consigli su come raggirare la legge. Si offre di distruggere gratuitamente l'El Camino di Todd, prima di essere costretto a fuggire nello scoprire un localizzatore della polizia. Interpretato da Larry Hankin e doppiato da Oliviero Dinelli.
- Pamela: Un'avvocatessa divorzista assunta da Skyler. Quest'ultima, avvalendosi del segreto professionale, rivela a Pamela di voler separarsi da Walt perché ha scoperto che è coinvolto nel traffico di droga e lei la esorta a denunciare Walt, ma Skyler rifiuta per non dover dire al figlio la verità. Interpretata da Julie Dretzin.
- Marco Pasternak: Un truffatore amico di lunga data di Jimmy. I due si separano quando Jimmy va ad Albuquerque per lavorare legittimamente ma, in seguito ai problemi incorsi a causa di Chuck, Jimmy torna da Marco per riprendere a compiere truffe. Durante il loro ultimo inganno prima che Jimmy torni ad Albuquerque, Marco ha un infarto e muore. Il suo anello passa a Jimmy, che inizia a indossarlo nonostante gli vada troppo largo, come simbolo della sua volontà di prendere scorciatoie per andare avanti nella professione legale. Interpretato da Mel Rodriguez e doppiato da Francesco De Francesco.
- Phil: Uno studente del college compagno di Joey e Cheri, che si occupa delle attrezzature del suono quando viene assunto con gli amici da Jimmy per girare spot o altri filmati. Interpretato da Julian Bonfiglio. e doppiato da Sacha de Toni.
- Jake Pinkman: Il fratello minore di Jesse, favorito dai suoi genitori per i suoi successi scolastici; nonostante ciò, sembra avere un buon rapporto con Jesse. Quest'ultimo viene cacciato di casa dai genitori in quanto si prende la colpa di aver fumato una canna in realtà appartenente a Jake e poi dissuade il fratello ad assumere altre droghe. Prima di scappare in Alaska, Jesse non può salutare Jake in quanto quest'ultimo si trova in un campo musicale a Londra. Interpretato da Ben Petry e doppiato da Manuel Meli.
- Austin Ramey: Il capo degli uffici della DEA degli Stati Uniti sudoccidentali. È uno degli unici personaggi, insieme a Mike, Walter, Jesse e Ed Galbraith, ad apparire in entrambe le serie e nel film. Interpretato da Todd Terry.
- Lou Schanzer: Un agente di polizia in pensione, vicino di casa di Todd. Si insospettisce per le ricerche di Casey e Neil nell'appartamento di Todd. Interpretato da Tom Bower e doppiato da Ennio Coltorti.
- Drew Sharp: Un ragazzino della contea di McKinley che, durante un giro nel deserto durante il quale prende una tarantola, assiste casualmente alla rapina al treno effettuata da Walt, Jesse, Mike e Todd, ragion per cui viene ucciso a sangue freddo da Todd e il suo corpo viene disciolto nell'acido. La sua morte segna un punto di svolta per Jesse, che alla fine si convince a lasciare il traffico di droga Walt. Esprime anche il desiderio di versare anonimamente dei soldi per la famiglia del ragazzo, ma Saul rifiuta per non attirare l'attenzione delle autorità. La sua tarantola viene presa da Todd e tenuta nel suo appartamento. Interpretato da Samuel Webb.
- Sobchak: Un criminale che fa da scagnozzo e "investigatore" su commissione. Interpretato da Steven Ogg e doppiato da Fabio Boccanera (Better Call Saul 1x09) e da Paolo Marchese (Better Call Saul 5x05).
- Spooge: Un tossicodipendente cliente di Saul, sposato con una donna anch'ella dipendente, che vivono in uno stato di profondo degrado con un figlio piccolo. I due minacciano Pete con un coltello per rubargli la droga che stava rivendendo, pertanto Jesse va a casa sua per pretendere il pagamento e Spooge cerca di prendere il denaro da un bancomat rubato. Nel mentre insulta la moglie, che lo uccide ribaltando il bancomat e schiacchiandogli la testa. La morte di Spooge viene attribuita inizialmente a Jesse dal giro di spaccio, finché la moglie non confessa. Jesse, scosso nel vedere le condizioni in cui vive il bambino della coppia, prima di scappare dopo aver denunciato la morte di Spooge si assicura che il piccolo venga affidato alle autorità. Interpretato da David Ury e doppiato da Franco Mannella (Breaking Bad) e da Stefano Santerini (Better Call Saul).
- Tortuga: Un informatore della DEA a El Paso. Quando il cartello lo scopre, lo uccidono decapitandolo e mettendo la sua testa su una tartaruga assieme a una bomba, che esplode nei pressi di un gruppo di agenti della DEA e di poliziotti, uccidendone e ferendone molti. Hank rimane illeso, trovandosi lontano dall'esplosione, ma rimane traumatizzato dall'accaduto. Interpretato da Danny Trejo.
- Dan Wachsberger: Un avvocato assunto da Mike per rappresentare gli ex associati di Gus, incarcerati dopo la sua morte; si occupa di versare ai detenuti e alle loro famiglie dei soldi per indurli a non patteggiare con la DEA. Quando vengono scoperte le sue consegne illecite, viene arrestato e spinto a confessare il ruolo di Mike. Successivamente, viene pugnalato a morte mentre è in prigione dai neonazisti di Jack su ordine di Walt, affinché non possa rivelare il legame tra Walt e il traffico di droga. Interpretato da Chris Freihofer.
- Fred Whalen: Un dipendente della TravelWire di Albuquerque, un'agenzia di bonifico bancario nella quale si dirige Mike per rintracciare Werner Ziegler. Quando anche Lalo si presenta per scoprire cos'abbia fatto Mike, Fred rifiuta di collaborare, ragion per cui Lalo lo uccide violentemente. Mike in seguito fa sì che Lalo venga arrestato per l'omicidio (seppur sotto falso nome), ma Saul lo difende in tribunale, alleggerendogli la pena. Interpretato da James Austin Johnson.
- Bogdan Wolynetz: Il rumeno proprietario dell'autolavaggio in cui lavora Walt, scontroso e sessista. Spesso maltratta Walt, il quale abbandona malamente il suo impiego dopo aver scoperto di avere il cancro. Successivamente, Walt e Skyler pianificano di comprare l'autolavaggio di Wolynetz per ripulire i soldi ottenuti da Walt con il traffico di droga, incontrando l'opposizione di Bogdan per l'antipatia che nutre verso Walt. La coppia, assieme a Saul, riesce ad acquistare l'autolavaggio per una somma modesta dopo aver falsificato un auditing ambientale. Wolynetz schernisce Walt e lui si vendica rifiuta di consegnargli il primo dollaro americano guadagnato da Bogdan e tenuto incorniciato, che usa per comprarsi una lattina di soda. Interpretato da Marius Stan e doppiato da Ambrogio Colombo.
- Daniel Wormald: Un uomo eccentrico e ingenuo che lavora per un'azienda farmaceutica, rubando delle pillole per venderle a Nacho al fine di guadagnare soldi extra, che assume Mike come guardia del corpo. A causa della sua superficialità, dopo i primi affari di successo si compra un'auto esageratamente appariscente, portando Nacho a rintracciarlo e a rubargli i soldi, le pillole e una collezione di figurine da baseball. Ciò lo porta a chiamare la polizia, che sospetta i suoi traffici illeciti finché non viene scarcerato da Jimmy per intercedere di Mike. In seguito, Nacho si rivolge a Daniel per ottenere delle capsule vuote simili al medicinale di Hector, con l'intento di scambiarli e causarne la morte. Pare che possieda la sala giochi nella quale si incontrano Jimmy, Walt e Jesse per parlare di affari. Interpretato da Mark Proksch e doppiato da Luigi Ferraro.
- Margarethe Ziegler: La moglie di Werner Ziegler; che quest'ultimo pianifica di visitare in New Mexico durante il suo lavoro per Gus. Werner viene ucciso da Mike e la sua morte fatta passare per un incidente edile alla vedova. Lalo successivamente l'approccia sotto falso nome per ottenere informazioni su Werner e fa irruzione in casa sua per cercare prove. Quasi uccide Margarethe quando torna inaspettatamente a casa, ma alla fine Lalo riesce a scappare senza farsi notare. Interpretata da Andrea Sooch.